# Диоцез Каменца-Подольского
Диоцез Каменца-Подольского (лат. Dioecesis Camenecensis Latinorum) — епархия (диоцез) Римско-католической церкви с центром в Каменце-Подольском (Украина). Основана в 1378 году, восстанавливалась в 1918 году и в 1991 году. Подчинена Львовской митрополии. Территория охватывает Хмельницкую и Винницкую область.

## История
В 1378 году папа римский Григорий XI учредил в Каменце, который в этот период входил в состав Великого княжества Литовского католическую епархию. Первым епископом стал Вильгельм из ордена доминиканцев. В это же время в городе был построен первый деревянный Кафедральный собор. С XV века Каменец в составе Речи Посполитой, кафедра епископа в городе сохранялась всё время вплоть до гибели этого государства за исключением периода 1672—1699 годов, когда Каменец находился под оккупацией Османской империи.

Римско-католические епархии Украины. Каменец-подольская выделена жёлтым цветом

В 1792 году в результате Второго раздела Речи Посполитой Каменец вошёл в состав Российской империи. Екатерина II провела реорганизацию латинских епархий на приобретённых землях. Каменец-Подольский стал центром Каменецкой и Самогитской епархии, которой были подчинены несколько суффраганных диоцезов. Впоследствии Каменецкая и Самогитская епархия была разделена, Каменец-Подольский снова стал центром Каменецкой епархии. Статус Каменца как центра одной из латинских католических епархий Российской империи был подтверждён в конкордате между Святым Престолом и Россией 3 августа 1847 года.
Польское восстание 1863 года и его подавление сопровождалось рядом репрессивных мер по отношению к Католической церкви. В 1865 году Каменец-Подольский диоцез был ликвидирован, в 1883—1918 годах бывший диоцез имел статус апостольской администратуры. 22 сентября 1918 года Каменецкая епархия, территория которой входила в состав Украинской державы гетмана Скоропадского, была восстановлена. Восстановление епархии было одобрено Святым Престолом.
После установления Советской власти на Католическую церковь обрушились репрессии. Каменецкий епископ Пётр Маньковский был арестован в 1923 году и впоследствии выслан в Польшу. В 1926—1930 годах функции апостольского администратора Каменца-Подольского выполнял священник Ян Свидерский. В 1930 году он был, в свою очередь, арестован и двумя годами позже выслан в Польшу, после чего Каменецкая епархия фактически прекратила своё существование.
Второе восстановление епархии состоялось в 1991 году. 16 января 1991 года епископом Каменца стал Ян Ольшанский, M.I.C.. 4 мая 2002 года его сменил Максимилиан Леонид Дубравский, O.F.M.. В том же мае 2002 года на части территории каменецкого диоцеза были образованы две новые епархии — Диоцез Харькова-Запорожья и диоцез Одессы-Симферополя. Епископом-помощником с 20 октября 2006 года служит Ян Немец, а с 25 марта 2011 года также Радослав Змитрович.

## Епископы епархии
1. епископ Вильгельм Wilhelm O.P.[2] (? — 1375);
2. епископ Роскосиуис (1378—1398);
3. епископ Александр (1406—1411);
4. епископ Андрей из Базилея (11.05.1411 — 1413);
5. епископ Збигнев из Лапанова (20.08.1413 — 1428);
6. епископ Мацей (? — 1427);
7. епископ Павел из Боянжиц (5.07.1428 — 18.03.1453);
8. епископ Николай лабунский (1453 — 13.10.1467);
9. епископ Николай Лесьнёвский (1468—1469);
10. епископ Николай Прухницкий (5.06.1469 — 1479);
11. епископ Мацей из Старой Ломжи (19.03.1484 — 14.03.1490) — назначен епископом Хелма;
12. епископ Петр из Лесёва OP (9.10.1492 — около 1500);
13. епископ Анджей Ходецкий (1502—1507);
14. епископ Якуб Бучацкий (15.11.1512 — 5.11.1518) — назначен епископом Хелма;
15. епископ Лаврентий Мендзылевский (13.03.1521 — 13.05.1529);
16. епископ Пётр Гамрат (29.01.1531 — 27.10.1535) — назначен епископом Перемышля;
17. епископ Себастьн Браницкий (27.10.1535 — 29.07.1538) — назначен епископом Хелма;
18. епископ Ян Вилямовский (17.10.1539 — 1540);
19. епископ Миколай Дзежговский (20.05.1541 — 31.05.1542) — назначен епископом Хелма;
20. епископ Ян Дзядуский (31.05.1542 — 30.03.1543) — назначен епископом Хелма;
21. епископ Анджей Зебжидовский (30.03.1543 — 8.06.1545) — назначен епископом Хелма;
22. епископ Ян Дрогоёвский (26.08.1545 — 19.02.1546) — назначен епископом Хелма;
23. епископ Бенедикт Издбенский (19.02.1546 — 17.05.1546) — назначен епископом Познани;
24. епископ Леонард Слончевский (20.08.1546 — 27.03.1562);
25. епископ Пётр Арчеховский (1562);
26. епископ Дионисйи Сецыгнёвский (4.06.1563 0 1576);
27. епископ Мартин Бялобржеский(19.07.1577 — 19.04.1586);
28. епископ Лаврентий Госьлицкий (7.01.1587 — 22.01.1590) — назначен епископом Хелма;
29. епископ Станислав Гомолинский (12.02.1590 — 31.07.1591) — назначен епископом Хелма;
30. епископ Павел Волуцкий (5.12.1594 — 30.07.1607) — назначен епископом Луцка;
31. епископ Ян Анджей Прухницкий (13.08.1607 — 24.11.1614) — назначен архиепископом Львова;
32. епископ Адам Новодворский (26.01.1615 — 29.11.1627) — назначен епископом Пшемысля;
33. епископ Павел Пясецкий (20.12.1641 — 27.11.1641) — назначен епископом Хелма;
34. епископ Анджей Лещинский (16.12.1641 — 3.12.1646) — назначен епископом Хелма;
35. епископ Михал Эразм Дзялынский (17.12.1646 — 1657);
36. епископ Ян Людвик Стемпковский)1657 — 1660);
37. епископ Зигмунд Чижовский (1.09.1664 — 15.12.1666) — назначен епископом Луцка;
38. епископ Альберт Корычинский (7.03.1667 — 30.06.1670) — назначен архиепископом Львова;
39. епископ Веспасиан Ланкоронский (6.10.1670 — август 1676);
40. епископ Ян Чарнецкий (около 1677);
41. епископ Станислав Военский (19.02.1680 — 1685);
42. епископ Ежи Альбрехт Денхофф (1.04.1686 — 19.10.1689) — назначен епископом Пшемысля;
43. епископ Ян Христосом Гнинский O.Cist. (28.05.1700 — 10.08.1716);
44. епископ Стефан Богуслав Рупневский (23.12.1716 — декабрь 1721) — назначен епископом Луцка;
45. епископ Станислав Юзеф Гозюш (14.01.1722 — 19.01.1733) — назначен епископом Познани;
46. епископ Августин Вессель O.Cist. (11.05.1733 — 11.02.1735);
47. епископ Францишек Антони Кобельский (19.11.1736 — 30.09.1739) — назначен епископом Луцка;
48. епископ Вацлам Иероним Сераковский (16.11.1739 — 25.05.1742) — назначен епископом Пшемысля;
49. епископ Николай Дембовский (9.07.1742 — 26.09.1757) — назначен архиепископом Львова;
50. епископ Адам Станислав Красинский (24.09.1759 — 16.10.1798);
51. епископ Ян Дембовский (16.10.1798 — 13.09.1809);
  1. Sede vacante (1809—1815);
52. епископ Францишек Борджиа Мацкевич (15.03.1815 — 13.01.1842);
  1. Sede vacante (1842—1853);
53. епископ Николай Гурский (27.06.1853 — 29.12.1855);
  1. Sede vacante (1855—1860);
54. епископ Антоний Фиялковский (23.03.1860 — 23.02.1872) — назначен епископом Могилёва;
  1. Sede vacante (1872—1918);
55. епископ Пётр Маньковский (24.09.1918 — 9.02.1926);
  1. Sede vacante (1926—1991);
56. епископ Jan Olszański M.I.C. (16.01.1991 — 4.05.2002);
57. епископ Максимилиан Леонид Дубравский O.F.M. (4.05.2002 — 1.07.2025, в отставке);
58. епископ Эдвард Кава, O.F.M.Conv. (1.07.2025 — по настоящее время).

## Структура
Кафедра епископа находится в Каменце-Подольском. Кафедральный собор епархии — Кафедральный собор апостолов Петра и Павла. Диоцез подчинён Львовской митрополии. Территория епархии имеет площадь 47 100 км². Согласно данным справочника catholic-hierarchy по состоянии на 2013 год в епархии насчитывалось около 250 тысяч католиков, 222 прихода, 155 священников и 284 монашествующих.
В настоящее время на территория диоцеза разделена на 8 деканатов:
| Название деканата          | Численность населения | Количество католиков | Доля католиков | Количество священников | Количество приходов |
| -------------------------- | --------------------- | -------------------- | -------------- | ---------------------- | ------------------- |
| Барский деканат            | 208 000               | 10 700               | 5,1 %          | 12                     | 25                  |
| Винницкий деканат          | 360 300               | 12 100               | 3,4 %          | 15                     | 31                  |
| Городокский деканат        | 179 900               | 9 100                | 5,1 %          | 11                     | 26                  |
| Каменец-Подольский деканат | 227 500               | 14 600               | 6,4 %          | 18                     | 35                  |
| Мурафский деканат          | 378 800               | 15 300               | 4,0 %          | 20                     | 34                  |
| Полонский деканат          | 215 200               | 6 900                | 3,2 %          | 13                     | 21                  |
| Томашпольский деканат      | 180 000               | 2 900                | 1,6 %          | 9                      | 9                   |
| Хмельницкий деканат        | 336 600               | 19 600               | 5,8 %          | 23                     | 33                  |